# A Brand New Hero
A Brand New Hero er en amerikansk stumfilm fra 1914 af Roscoe "Fatty" Arbuckle.